# Gjirokastër
Gjirokastër (phát âm tiếng Albania: [ɟiɾoˈkastəɾ]) (còn được gọi bằng nhiều tên khác như Gjirokastra) là một thành phố và đô thị ở miền nam Albania, trong một thung lũng giữa dãy núi Mali i Gjerë và sông Drino ở độ cao 300 mét so với mực nước biển. Phố cổ của nó được ghi vào danh sách Di sản thế giới của UNESCO như là "một ví dụ hiếm có về một thị trấn được bảo quản tốt dưới thời Ottoman, được xây dựng bởi những người nông dân của vùng". Nhìn ra thành phố là pháo đài Gjirokastër, nơi tổ chức Lễ hội Văn hóa dân gian Quốc gia mỗi 5 năm một lần. Gjirokastër là nơi sinh của cựu lãnh đạo cộng sản Albania Enver Hoxha và nhà văn công chúng Ismail Kadare.
Thành phố xuất hiện trong các ghi chép lịch sử vào năm 1336 theo tên Hy Lạp của nó, Argyrokastro, là một phần của Đế quốc Đông La Mã. Nó trở thành một phần của giáo phận Cơ đốc giáo Chính thống Dryinoupolis và Argyrokastro sau khi Adrianoupolis gần đó bị phá hủy. Gjirokastër sau đó đã bị tranh giành giữa Chuyên chế quốc Ipeiros và gia tộc người Albania của Gjin Zenebishi trước khi chịu sự cai trị của Ottoman trong 5 thế kỷ tiếp theo (1417–1913). Trong suốt thời kỳ Ottoman, Gjirokastër chính thức được biết đến với tên trong tiếng Thổ Nhĩ Kỳ Ottoman là Ergiri và Ergiri Kasrı. Trong thời kỳ Ottoman, việc chuyển đổi sang Hồi giáo và một lượng lớn người Hồi giáo cải đạo từ các vùng nông thôn xung quanh đến đây đã khiến Gjirokastër từ một thành phố có lượng tín đồ Cơ đốc giáo áp đảo vào thế kỷ 16 trở thành một thành phố có đông người Hồi giáo vào đầu thế kỷ 19. Gjirokastër cũng trở thành một trung tâm tôn giáo chính của Hồi giáo Bektashi. Thành phố bị quân đội Hy Lạp đánh chiếm trong Các cuộc chiến tranh Balkan năm 1912–3 do lượng người Hy Lạp đông đảo ở đây. Cuối cùng nó đã được hợp nhất vào quốc gia mới độc lập của Albania vào năm 1913. Tuy vậy, điều này tỏ ra không được lòng người dân địa phương Hy Lạp, những người đã nổi dậy. Sau nhiều tháng chiến tranh du kích, Cộng hòa Tự trị Bắc Epirus tồn tại ngắn ngủi được thành lập vào năm 1914 với thủ đô là chính tại Gjirokastër. Nó hoàn toàn trở thành một phần của Albania vào năm 1921. Trong những năm gần đây, thành phố đã chứng kiến các cuộc biểu tình chống đối chính phủ dẫn đến cuộc Nội chiến Albania năm 1997.
Cùng với người Albania theo đạo Hồi và Chính thống giáo, thành phố cũng là nơi sinh sống của một số lượng đáng kể người Hy Lạp. Gjirokastër cùng với Saranda, được xem là một trong những trung tâm của cộng đồng Hy Lạp tại Albania và có một lãnh sự quán của Hy Lạp tại đây.

## Tên nguyên
Thành phố xuất hiện lần đầu tiên trong các ghi chép lịch sử dưới tên tiếng Hy Lạp Trung Cổ là Argyrocastron (tiếng Hy Lạp: Αργυρόκαστρον) bởi Ioannes VI Kantakouzenos vào năm 1336. Tên này xuất phát từ "ἀργυρόν" (argyron) trong tiếng Hy Lạp Trung Cổ có nghĩa là "bạc", và "κάστρον" (kastron) bắt nguồn từ castrum trong tiếng Latinh có nghĩa là "lâu đài" hoặc "pháo đài". Vậy Argyrocastron có nghĩa là "lâu đài bạc".  Biên niên sử Đông La Mã cũng sử dụng tên tương tự  Argyropolyhni có nghĩa là "khu phố bạc" (tiếng Hy Lạp: Αργυροπολύχνη). Giả thuyết cho rằng, thành phố lấy theo tên của công chúa Argjiro, một nhân vật huyền thoại mà tác giả thế kỷ 19 Kostas Krystallis đã viết trong một cuốn tiểu thuyết ngắn, và Ismail Kadare đã viết trong một bài thơ vào những năm 1960, được coi là từ nguyên dân gian, bởi vì công chúa được biết đến là sống trong thế kỷ 15.
Tên tiếng Albania của thành phố là Gjirokastra, trong khi trong tiếng Albania Gheg nó được gọi là Gjinokastër, cả hai đều bắt nguồn từ tên Hy Lạp. Các cách viết khác được tìm thấy trong các nguồn tài liệu phương Tây bao gồm Girokaster và Girokastra. Trong tiếng Aromania thành phố được gọi là Ljurocastru; Iurucasta/Iurucast, trong tiếng Hy Lạp hiện đại nó được gọi là "Αργυρόκαστρο" (Argyrokastro). Trong thời kỳ Ottoman, nó được biết đến trong tiếng Thổ Nhĩ Kỳ với cái tên Ergiri.

## Địa lý
Đô thị hiện tại được hình thành vào cuộc cải cách chính quyền địa phương năm 2015 bằng cách sáp nhập các thành phố tự trị cũ là Antigonë, Cepo, Gjirokastër, Lazarat, Lunxhëri, Odrie và Picar để trở thành một thành phố. Trụ sở thành phố được đặt tại quận Gjirokastër. Tổng dân số năm 2011 là 28.673 người, trên tổng diện tích 469,55 km2 (181,29 dặm vuông Anh). Dân số của đô thị cũ năm 2011 là 19.836 người.
Gjirokastër nằm giữa vùng đất thấp phía tây Albania và vùng cao nguyên nằm bên sâu bên trong đất liền. Do đó, nó có khí hậu Địa Trung Hải với mùa hè nóng bức (là bình thường đối với Albania), lượng mưa lớn hơn nhiều so với mức bình thường của kiểu khí hậu này.

## Hình ảnh

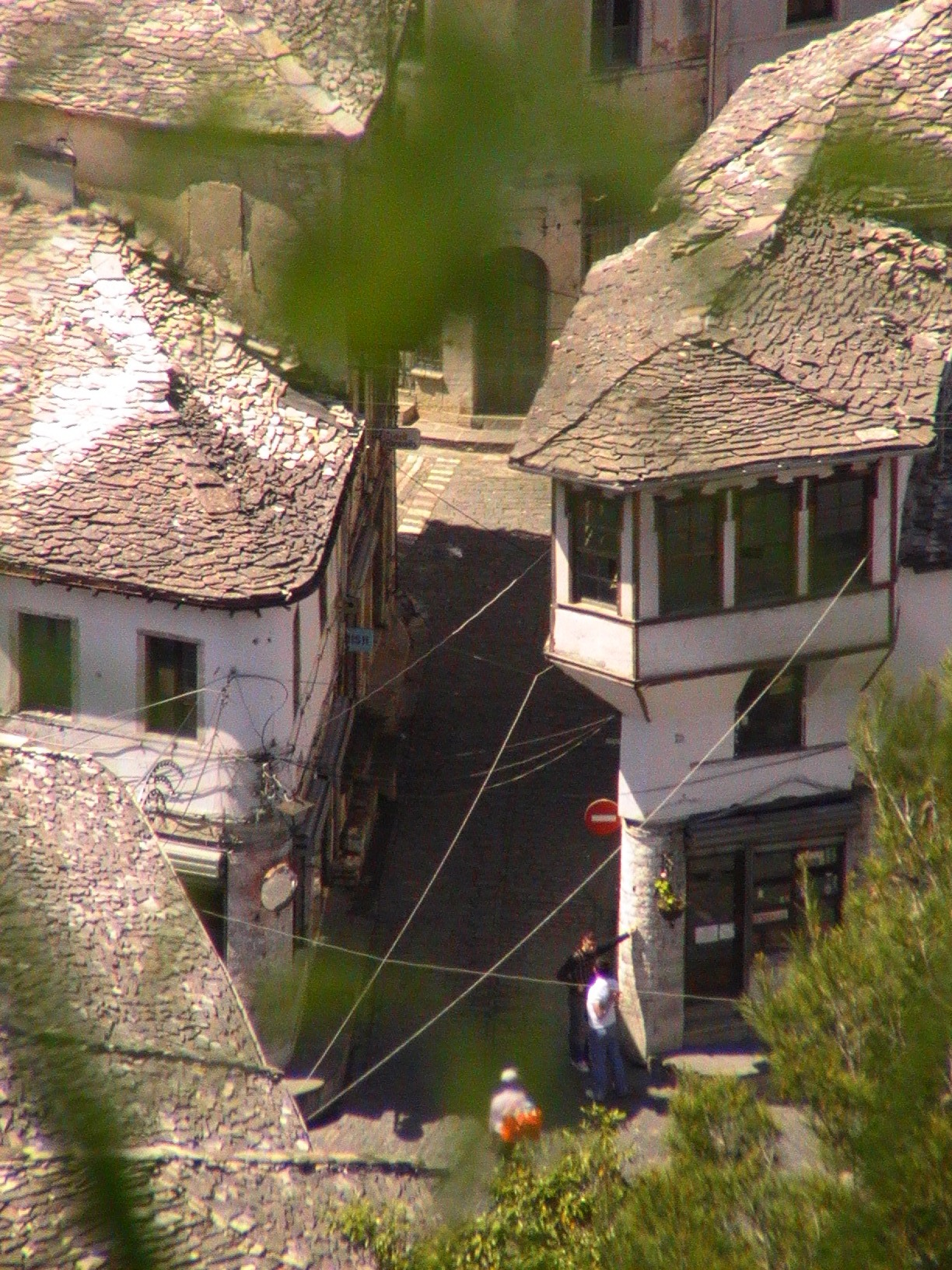
Khu vực thành cổ
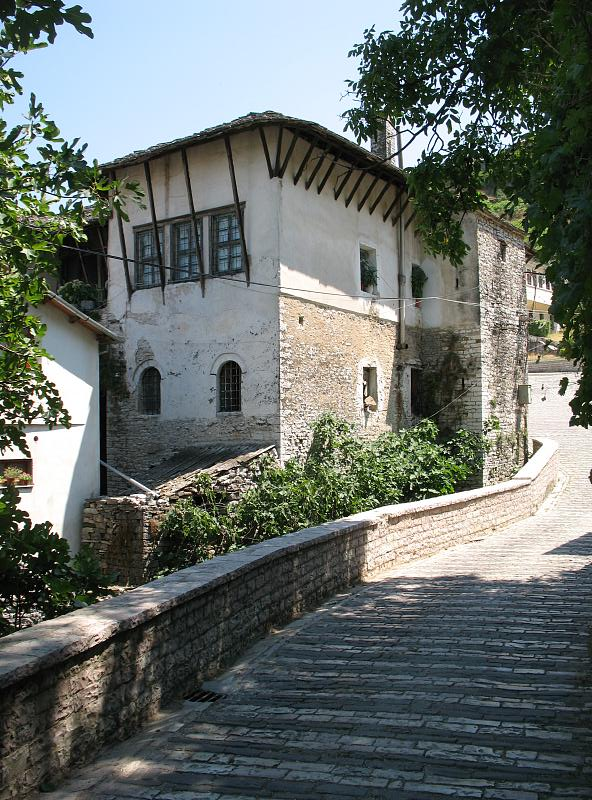
Khu phố Gjirokaster
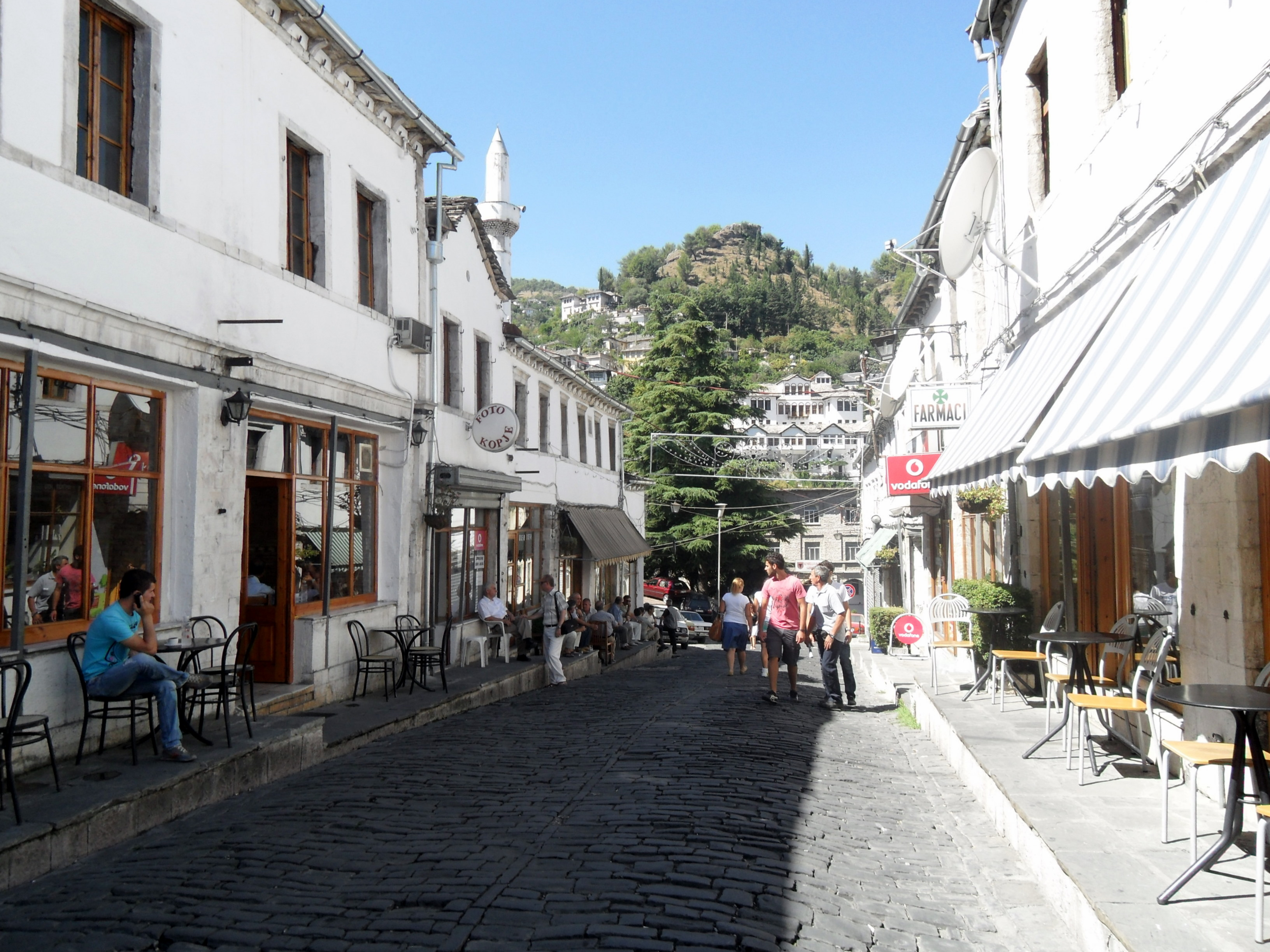
Đường phố với quán cà phê trong thành cổ
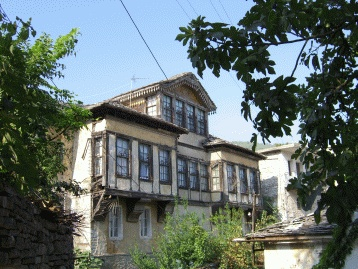
Nhà Ottoman
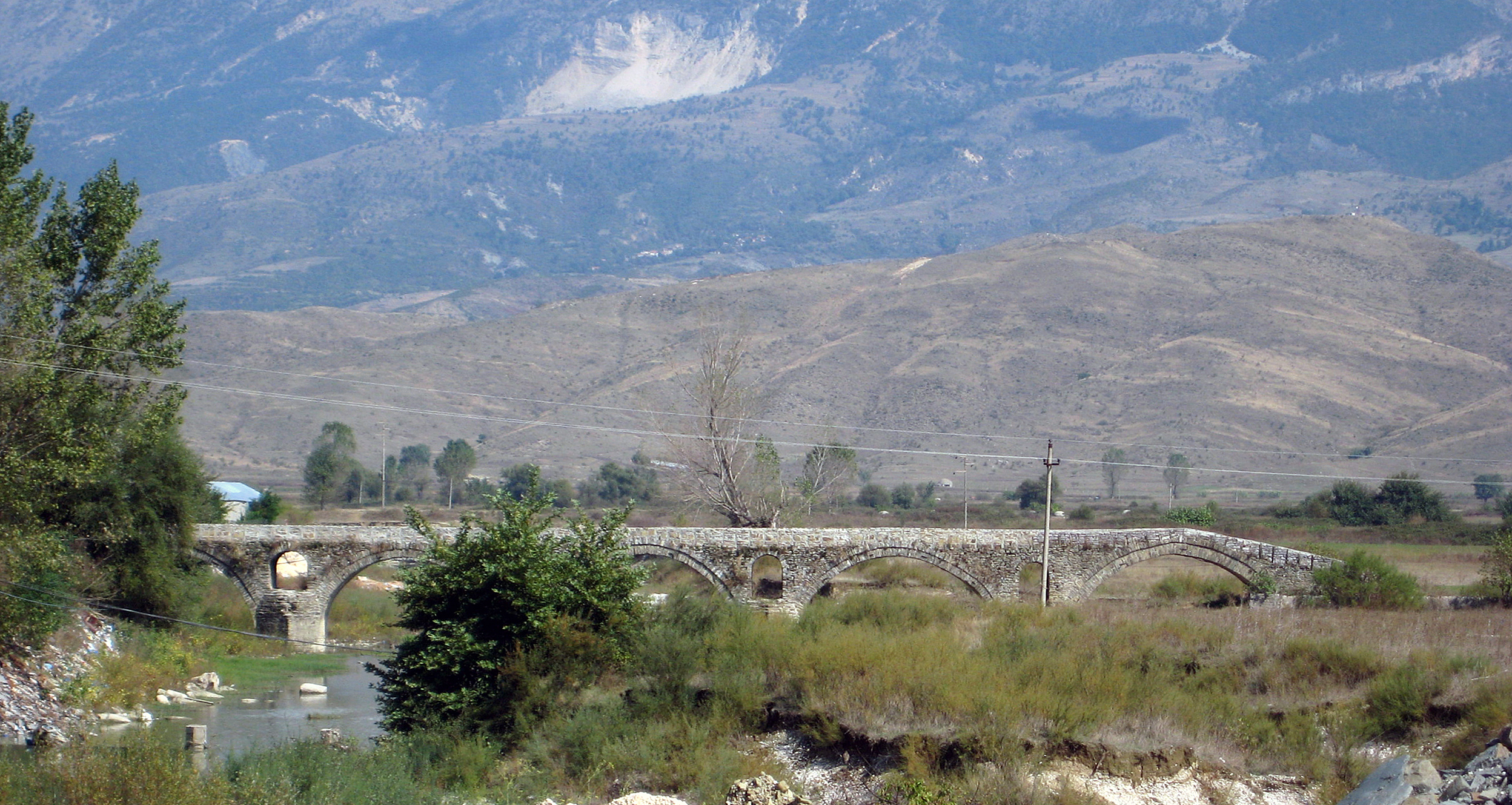
cầu Ottoman tại Gjirokastra
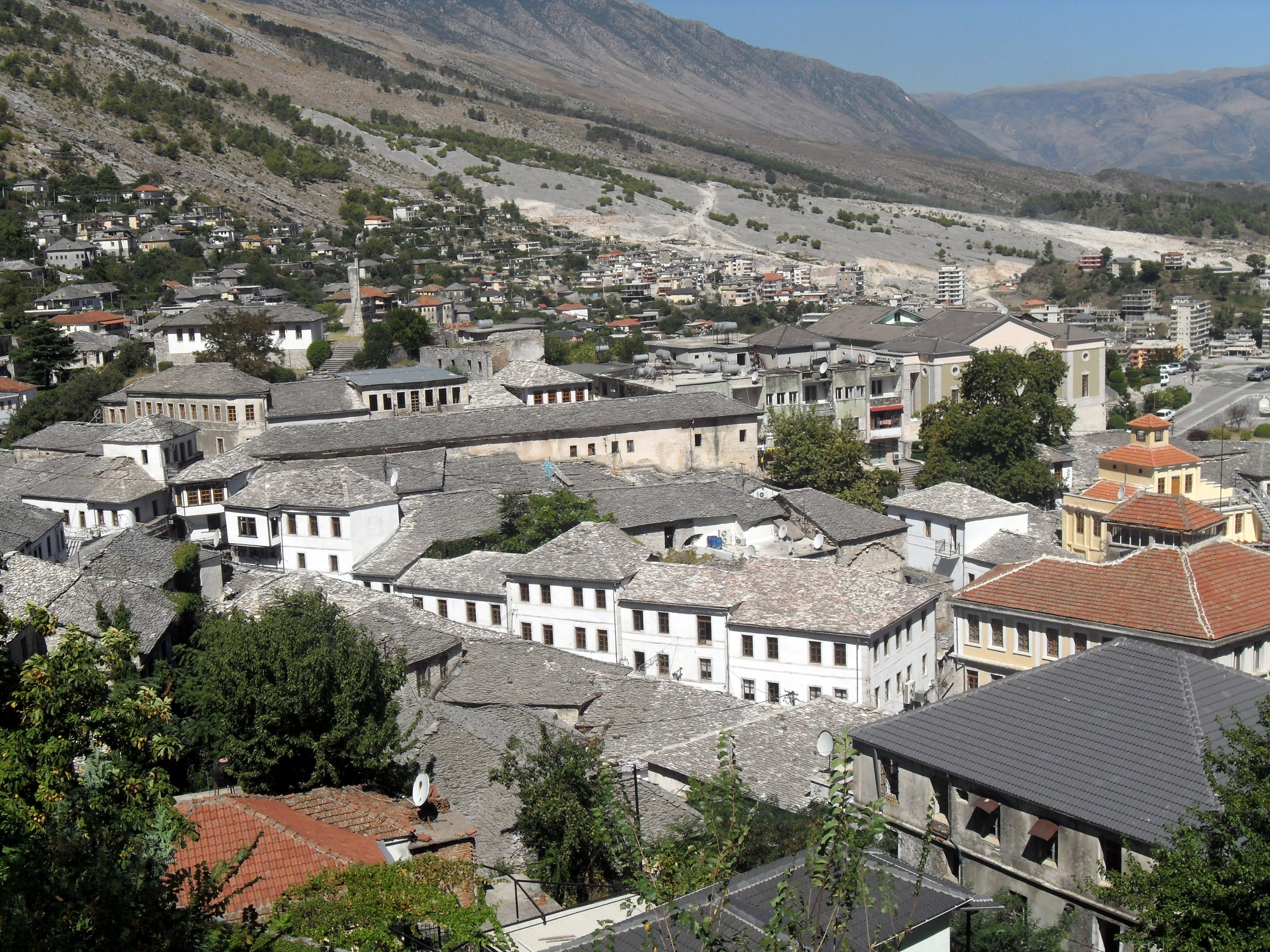
Xem khu thành cổ từ lâu đài
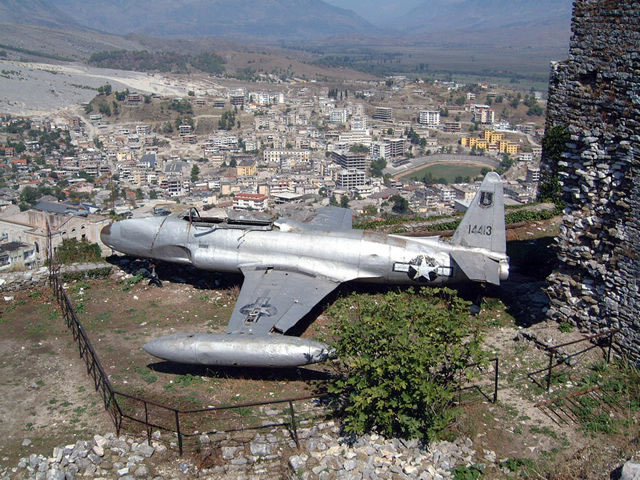
Máy bay gián điệp của Mỹ trong lâu đài
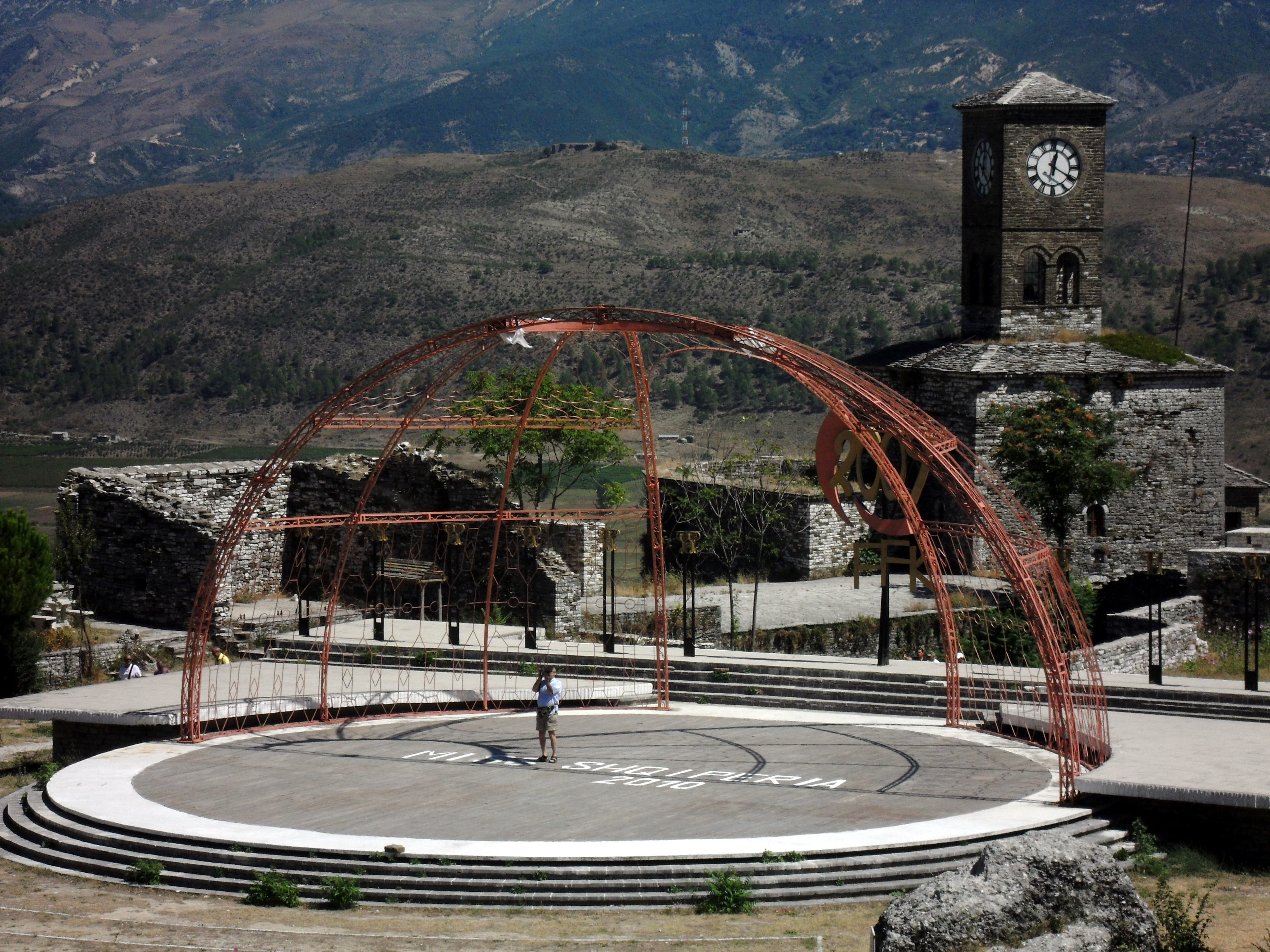
Liên hoan Văn hóa dân gian quốc gia Gjirokaster
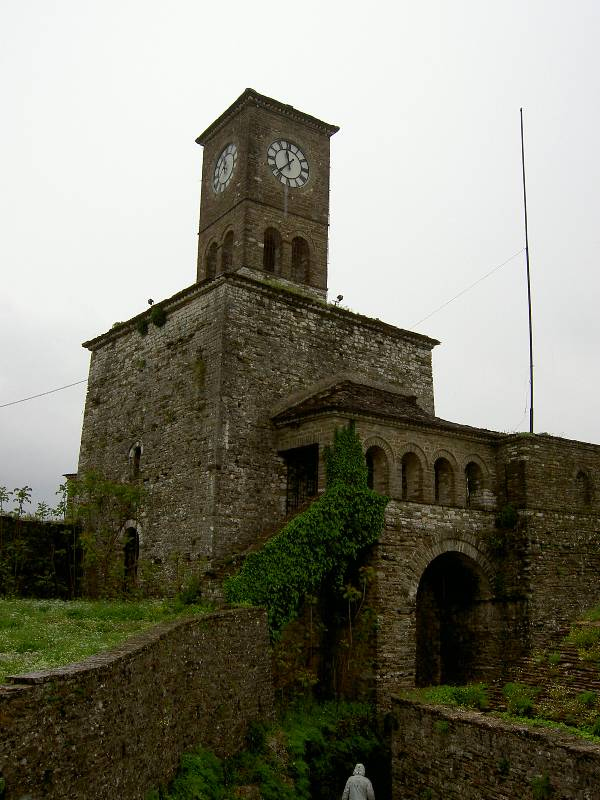
Tháp đồng hồ của lâu đài
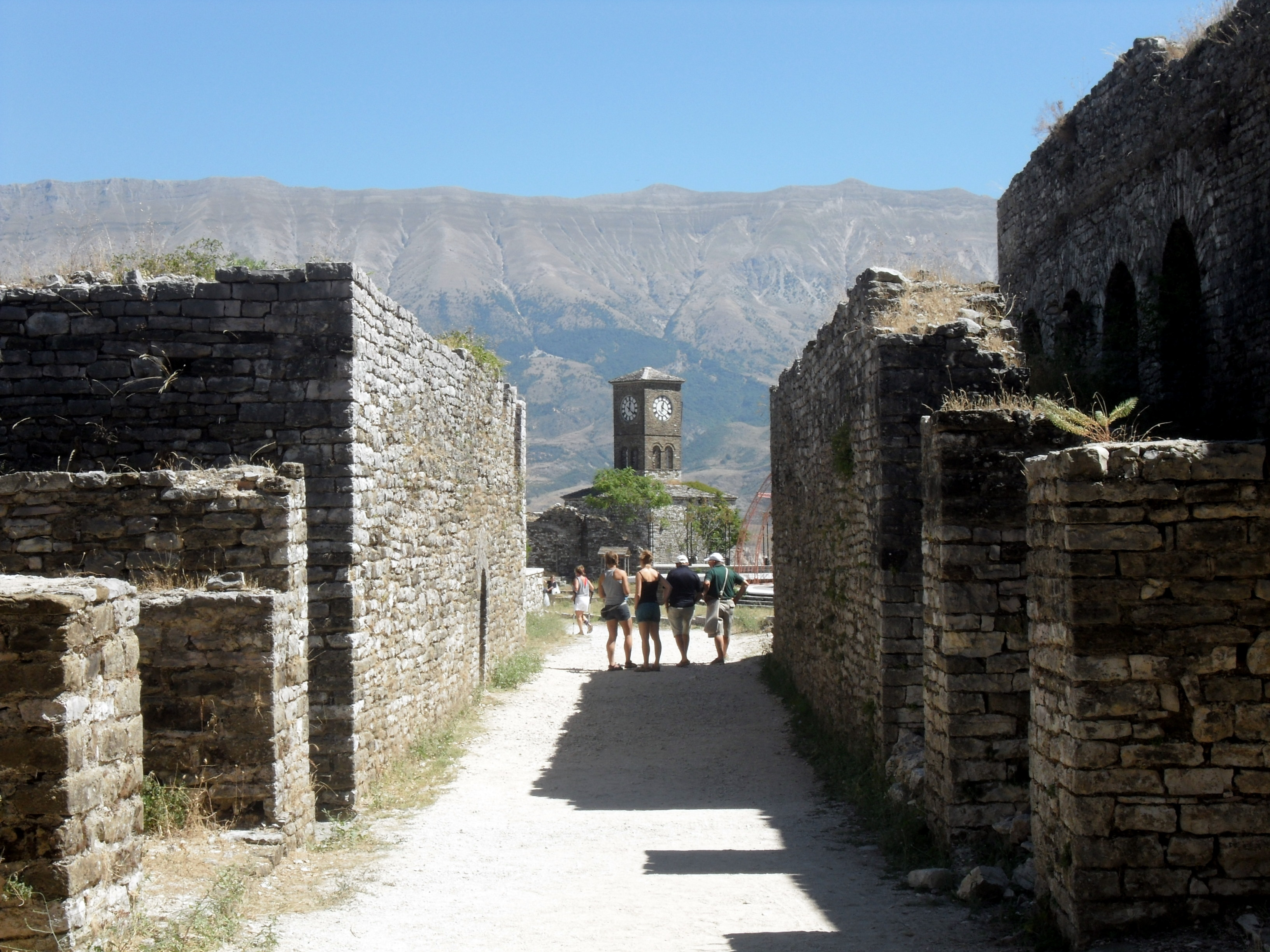
Con đường trong lâu đài
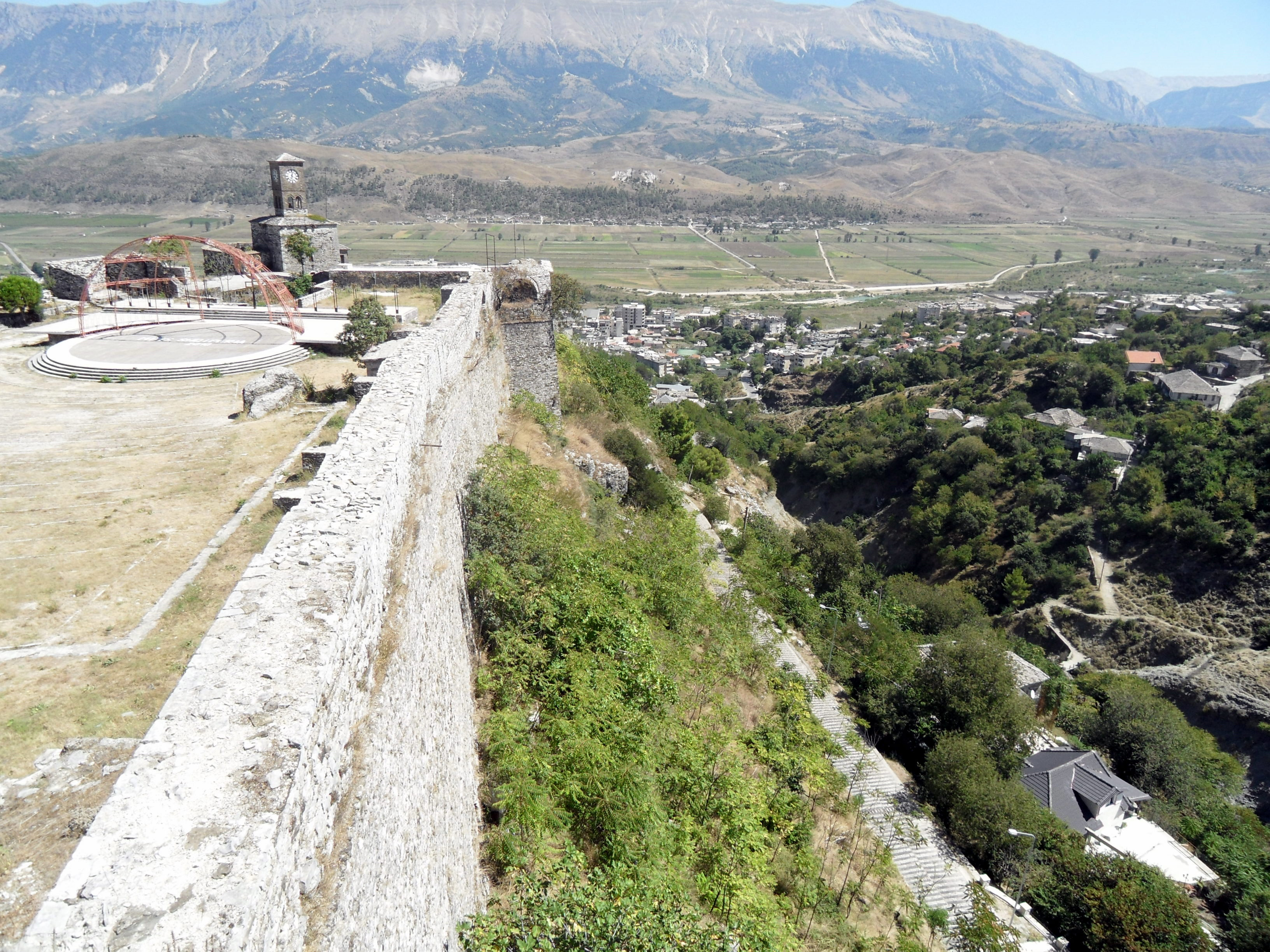
Tường thành
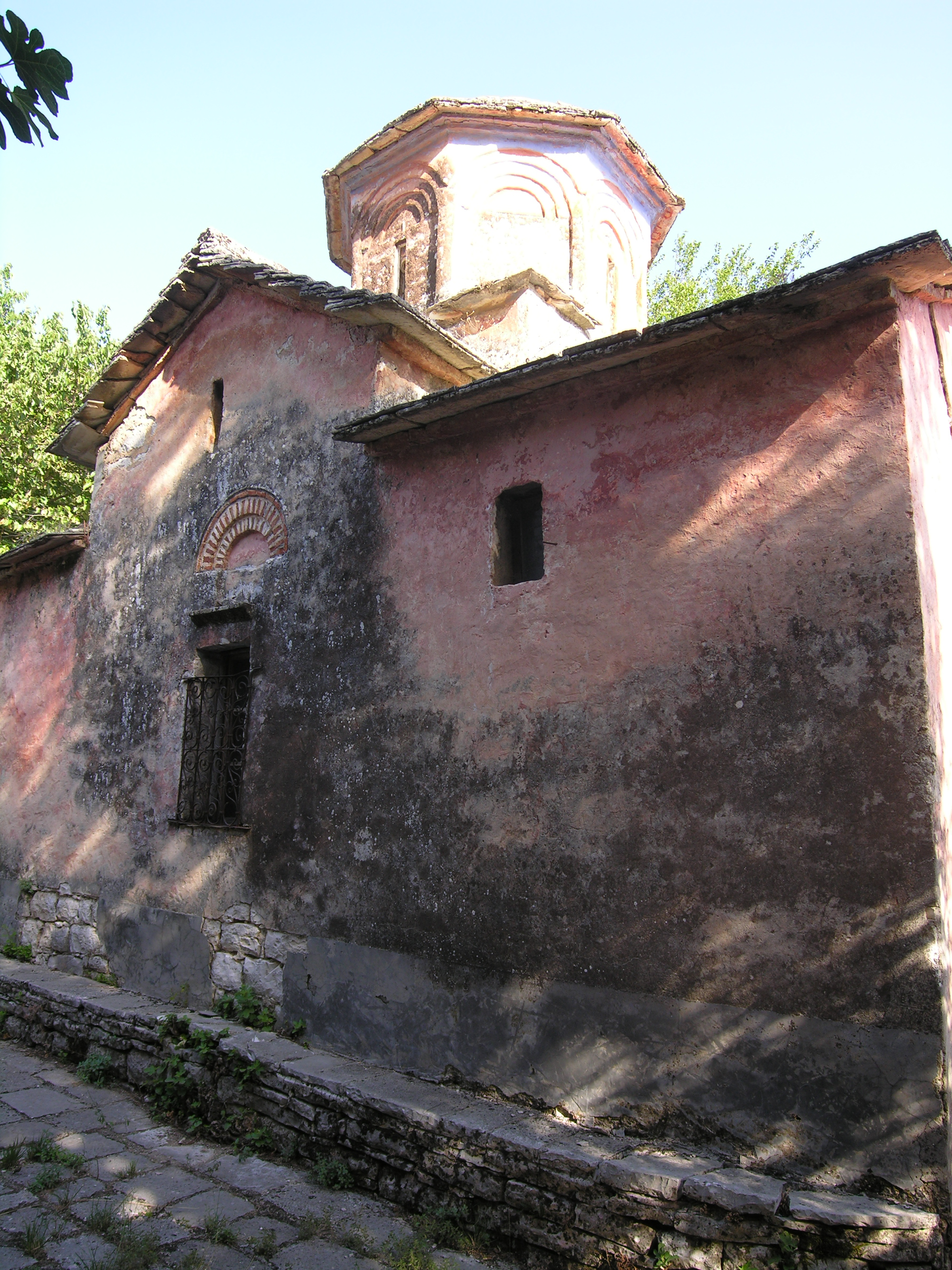
Tu viện Dhuvjan
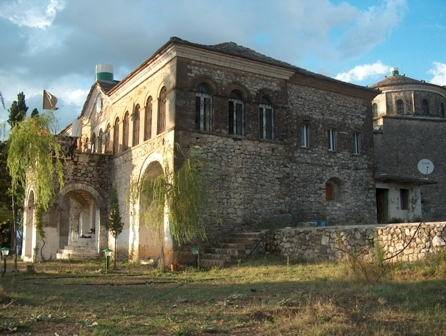
Melani Tekke